# Kesiman Petilan
Kesiman Petilan is een bestuurslaag in het regentschap Denpasar van de provincie Bali, Indonesië. Kesiman Petilan telt 11.525 inwoners (volkstelling 2010).